# فرانسه در المپیک تابستانی ۱۹۱۲
فرانسه در بازی‌های المپیک تابستانی ۱۹۱۲ که در شهر استکهلم سوئد برگزار شد، کاروان فرانسه با ۱۱۹ ورزشکار در این رقابت‌ها شرکت کرد و موفق به کسب ۱۴ مدال (۷ طلا، ۴ نقره، ۳ برنز) شد. در جدول رتبه‌بندی توزیع مدال‌ها، فرانسه در ردهٔ ۵ مسابقات قرار گرفت.